# Epeolus brumleyi
Epeolus brumleyi (лат.) — вид земляных пчёл-кукушек рода Epeolus из подсемейства Nomadinae (Apidae). Название дано в честь его первооткрывателя, энтомолога Ричарда Л. Брумли (Richard L. Brumley), который признал его и пять других Epeolus ещё в 1965 году, но формально описанных лишь в 2018 году (E. axillaris, E. chamaesarachae, E. diadematus, E. splendidus и E. tessieris) новыми видами..

## Распространение
Северная Америка: США (Аризона, Нью-Мексико, Техас).

## Описание
Мелкие слабоопушённые пчёлы, с беловато-жёлтыми отметинами на теле как у ос и рыжевато-красными ногами. Длина менее 1 см (тело самки 7,6 мм; длина головы 1,9 мм; ширина головы 2,7 мм; длина переднего крыла 5,8 мм). Следующие морфологические признаки в сочетании могут быть использованы для отличия E. brumleyi от всех других североамериканских Epeolus: фронтальный киль слабо выпуклый, так что надклипеальная область едва выступает при боковом виде; мезоскутум имеет отчётливые парамедианные полосы; аксилла от маленькой до средней по размеру, не выходит за пределы средней длины мезоскутеллума (достигает <2/3 его длины), но свободная часть по крайней мере на 1/4 длиннее (и менее 2/5) всей медиальной длины аксиллы, относительно прямая по медиальному краю, буроватая, тогда как мезоскутеллум обычно полностью чёрный. Базальная и апикальная фасции тергита T1 субпараллельны; T2—T4 имеют полные фасции; фасция T2 имеет пару переднелатеральных расширений таментума, которые слабо сходятся в базальной части. Epeolus brumleyi наиболее близко похож на E. australis, но у E. australis лобный киль сильно выпуклый и пигидиальная пластинка самца более узкая (медиальная длина ~1,5 × базальная ширина), чем у E. brumleyi (медиальная длина ≈ базальная ширина).  Клептопаразиты пчёл рода Colletes, в гнёзда которых откладывают свои яйца. Максиллярные щупики 1-члениковые. 2-й стернит брюшка матовый. У самок на 6-м стерните брюшка расположены ланцетовидные, мелко зазубренные отростки. В переднем крыле три радиомедиальных ячейки, 1-я из них много крупнее 3-й. Вершина радиальной ячейки (по форме она эллиптическая) удалена от переднего края крыла. Задние голени со шпорами.